# Poseidón
Poseidón, starořecky Ποσειδῶν, je řecký bůh moří, kterého Římané ztotožnili se svým bohem Neptunem. Poseidón je synem titánů Krona a Rheii, a bratrem Dia, Háda, Héry, Démétér a Hestie. Se svými bratry si rozdělil vládu nad světem – Zeus se stal vládcem na nebesích, Hádes v podsvětí. Jeho manželkou je Amfitríté, s kterou zplodil Tritóna. Kromě toho jsou mu v různých pramenech přisuzovány i další děti, zplozené s bohyněmi i smrtelnicemi. Patří mezi ně například hrdinové jako Théseus a Bellerofontés; zakladatelé královských dynastií Thessálie a Messénie Péleus a Néleus; obři a monstra jako Orión, Antaios nebo Polyfémos a také okřídlený kůň Pegas.
Přestože byl primárně spojen s mořem, nese také rysy boha země. Jeho jméno je často vykládáno jako „Pán země“ či „Manžel země“, s koňmi a se sladkými vodami. Patřil k nejvýznamnějším božstvům mykénské civilizace, ctěn byl především v messénském Pylu a mnoho jeho kultovních míst ze starší doby se nachází ve vnitrozemí. Po dórské invazi na konci 2. tisíciletí př. n. l. ale jeho kult upadl v souvislosti s rostoucím významem Dia.
V klasické době byl ctěn především námořníky a v pobřežních oblastech, centrem jeho kultu byla maloasijská Iónie. K jeho poctě se konaly Isthmické hry, atletické závody v Korinthské šíji zahrnující i koňské dostihy. Nejznámější chrámy stály v maloasijské Priéně a v jihoitalské Poseidónii.
Vládne všem mořských bohům a zvířatům, jako byl samotný Pontos, „Moře“, Néreus nebo Próteus, a jezdí po mořské hladině ve zlatém voze taženém koňmi se zlatými hřívami. Jeho zbraní je trojzubec, snad původně rybářský oštěp, kterým vyvolává i krotí mořské bouře a na zemi způsobuje zemětřesení. Trojzubec pro něj vykovali tři kyklopové, kteří vykovali i Diův hromoklín. Zasvěcen mu byl ze zvířat delfín, kůň, býk a tuňák; ze stromů borovice.
Byl zobrazován jako statný muž s tmavým plnovousem a držící trojzubec. Bývá oblečen v chitónu a plášti nebo je zobrazován nahý, pouze s pláštěm volně visícím na jeho ramenou. Na hlavě často mívá celerový věnec nebo prostou čelenku, v ruce může držet kámen s motivy mořských tvorů. K nejznámějším z mnoha antických Poseidónových soch patří Poseidón s trojzubcem, římská kopie řeckého originálu, a Lýsippova socha známá v několika menších kopiích. V křesťanské Evropě se od renesance staly jeho sochy, svým jménem, ale odkazující na římského Neptuna, oblíbenou ozdobou kašen a fontán, známá je například Neptunova kašna ve Florencii nebo Neptun na římské fontáně di Trevi.

## Mýty
Podle mýtu, známém především z Hésiodovy Theogonie, byl stejně jako čtyři jeho předchozí sourozenci spolknut svým otcem Kronem, který se obával, že ho některé z jeho dětí zbaví vlády. Poté se však narodil Zeus, kterého jeho matka Rheia ukryla a který následně povstal proti Kronovi a své sourozence, včetně Poseidóna osvobodil. Po vítězství se Zeus o vládu nad světem se svými bratry rozdělil losem, Poseidónovi připadla vláda nad mořem.
K dalším mýtům, v kterých se Poseidón objevuje, patří:
- Trojský král Láomedón mu slíbil za pomoc při stavbě hradeb, když svůj slib nesplnil poslal na něj Poseidón mořskou obludu, která měla zahubit princeznu Hésionu. Později, během trójské války, svým trojzubcem trojské hradby zboural.[2]
- Kassiopeia, manželka aithiopského krále Kéfea, urazila mořské nymfy a za to měla být mořské obludě jméně Ketus obětována její dcera Andromeda.[2]
- Pronásledoval Odyssea během jeho plavby z Tróje za to že zahubil jeho syna Polyféma.[2]
- S mnoha bohy soupeřil, a to neúspěšně, o vládu nad různými městy a ostrovy, s Athénou o Athény, s Héliem o Korinth, s Dionýsem o Naxos, s Apollónem o Delfy, s Hérou o Argos a s Diem o Aiginu.[2]
- Společně s Hérou a Athénou zahájil neúspěšnou vzpouru proti Diovi.[2]
- Stvořil koně a naučil lidi s jejich pomocí orat.[2]
- Svým trojzubcem prorazil řeku Péneiu a zachránil tak Thessálii před potopou.[2]

## Kult a funkce
Poseidónův kult byl vlastní především Iónům, kteří obývali velkou část egejského pobřeží. Na hoře Mykalé v dnešním Turecku ležela svatyně Paniónion „Všeiónská“ zasvěcená Poseidónovi Helikóniovi. K významným centrům kultu patřila korinthská Isthmia, východně od Korinthu také v 7. a 6. století stála svatyně na kopci Penteskoufia, kde byl Poseidón uctíván s titulem Anax (Pán) společně se svou manželkou Amfitríté. Místní nálezy ho ukazují nejen jako boha moře a námořního obchodu, ale také hrnčířů a jejich pecí. Další významný chrám stál na ostrově Kalaureia nedaleko Trozenu v Argolidě, a pak v samotném Trozenu kde byl ctěn společně s Démétér. V mykénské době patřil k hlavním centrům Poseidónova kultu Pylos, ale po dórské invazi na jižním Peloponnésu význam tohoto božstva upadl. Přesto byl stále ctěn pod jménem Pohoidan v Helu a Thurii, významná svatyně ležela na mysu Tainaron. Přestože byl vyprávěn mýtus o tom jak ztratil vládu nad Athénami tak byl ctěn i v Attice, především v dému Kolonos ve fýle Aigéis jako Hippios.
Poseidón byl také bohem kmenovým a etnickým. Pro obyvatele Thessálie, Boiótie, Trozenu a dalších míst byl mytickým předkem a byl patronem mnoha federací. S tím souvisí tituly jako Genesios, Genethelios, Fratrios - z genos (rod), genethios (otec rodu) a fratria (rodové bratrstvo), pod kterými byl ctěn jako ochránce rodu.

### Moře
Sepětí s mořem je nejvýraznější Poseidónovou charakteristikou a jeho svatyně se často nacházely v přístavech, mysech a ostrovech a pobřežní města nesla jména jako Potidaia nebo Poseidónia. Mezi tituly které odkazují na Poseidónovu mořskou funkci patří Epaktaios (Pobřežní) užívaný na Samu, Pelagios (Námořní) v Athénách a na Rhodu a Pontios (Mořský) na Tainaronu.
Významný kult Poseidóna se objevuje především ve městech východní části Egejského moře. Jde o Geraistos na Euboie, Aigínu nedaleko Attiky, Délos v Kykladách, Isthmii u Korinthu a mys Tainaros na jihu Peloponnésu, kde se zakládala Poseidónova kultovní sdružení (thiasos) zvaná Poseidóniastai. V Geraistu byl slaven svátek zvaný Gerasteia na památku velké bouře, kterou bůh vyvolal, na Aigíně se k Poseidónově poctě pořádali rodové hostiny, kam nesměli otroci a cizinci. Na Rhodu mu byl obětován o novoluní měsíce theodaisiu býk, beran a vepř, jedenáctého dne měsíce agrianiu o slavnosti Hippokathésii mu byl pak obětován beran. Také se mu obětoval první ulovený tuňák při obřadu zvaném thynnaia.

#### Aigaión
Titul Aigaión (Αιγαιων) či Aigeus (Αἰγεύς) může znamenat, souviset s egejský (Aigaios), a jméno Aigeus nesl také athénský král, po kterém bylo Egejské moře pojmenováno. Král Aigeus je stejně jako Poseidón označován za otce hrdiny Thésea a podle Radislava Hoška je, že jméno Aigeus neslo i nějaké neznámé mořské božstvo, s kterým Poseidón splynul. Kromě toho je v Íliadě zmíněn Poseidónův určen skvostný podmořský palác na místě zvaném Aigy (Αἰγαί), což je jméno několika řeckých měst, Homérovy Aigy mohou být totožné s Aigami na Euboie nebo s Aigami v Acháji. Možná je i souvislost s Aigínou (Αἴγινα), nymfou stejnojmenného ostrova s významným Poseidonovým kultem, jejíž syn Aiakos pomáhal Poseidónovi stavět trojské hradby. Hošek zmiňuje Strabónův výklad jména egejský z výrazu pro kozu, připomíná, že s kozami jsou spojovány strmé svahy a spekuluje, že Poseidón Aigaión mohl být bohem strmých mořských vln.

### Země a kůň
S Poseidónovou funkcí boha země jsou spojeny tituly Gaiavochos, Gaiéochos (Zemi držící, Zemi objímající), Enosichthón a Ennosigaios (Zemí třesoucí) a Asfalios (Stabilní, Neškodící), které odkazují na jeho moc nad zemětřesením. Jako bůh země měl jeho kult i zemědělské a podsvětní prvky – v Tainaronu mu byla zasvěcena věštírna kde na otázky odpovídali zemřelí. Klasičtí učenci Mark P. O. Morford a Robert Lenardon upozorňují na podivnost spojení mezi funkcí boha země a moře, zatímco země byla označována jako „plodná“ tak standardní epitety moře je „pusté, neúrodné“ a „nesklizené“.
O úzkém vztahu k zemi svědčí, že v kultu často vystupoval v páru s Démétér, například v Attice, v Argu a na Mykonu. V arkádských mýtech zaznamenaných u Pausánia, v kterých Poseidón společně s Démétér plodí Despoinu, „Paní“, která může být ztotožněna s Persefonou. Podle fragmentu z Kallimacha Despoinu zplodil Poseidón s Erínyí Tilfosou, která je také ztotožňována s Démétér. Pausaniás také zmiňuje další arkádskou postavu, hřebce Areióna, kterého Poseidón s Démétér počali proměněni v koně. Toto podání Jaan Puhvel spojuje s podobným indickým mýtem o Vivasvantovi a Saranjú.
Poseidón byl ochráncem koňských závodů a jeho socha stávala u hippodromů. Radislav Hošek se domnívá, že tato funkce může být založena na podobnosti mořských vln a koní. Hypotézu, podle které je spojení mezi Poseidónem a koňmi založeno na podobě mezi mořskými vlny a koňmi, považují naopak Mark P. O. Morford a Robert Lenardon za nepravděpodobné.

## Etymologie a původ
Jméno Poseidóna se objevuje už na mykénských tabulkách z druhé poloviny 2. tisíciletí př. n. l. zapsané jako po-se-da-o-ne (Poseidaonei, tedy v dativu „Poseidónovi“) stejně jako jména některých dalších božstev klasického Řecka. Na tabulkách je také zmiňován Posidaión, nejspíše Poseidónův kultovní okrsek, bohyně Posidáeia a jméno, které lze číst jako Ífimedeia. Poseidónův kult nejspíše kvetl především v messénském Pylu, který je s tímto bohem spojován ještě v Homérovi. Souvislost může mít i bohyně Potnia Ikkeia „Paní koňská“, jejíž jméno je analogické Poseidónovu titulu Hippios „Koňský“.
Jméno Poseidón, i s ohledem na jeho starší a alternativní formy, jako je homérské Poseidaón, bývá vykládáno jako „pán země“ či „manžel země“. Tento výklad zastává například mytolog Jaan Puhvel. Historik Radislav Hošek tento výklad považuje spíše za lidovou etymologii, klasický učenec Martin L. West souhlasí s výkladem části „pán, manžel“, ale element země považuje za lingvisticky nepravděpodobný.

### Hypotézy
O původní funkci Poseidóna se objevuje několik hypotéz
- Antonín Bartoněk se domnívá, že Poseidón patřil spolu s Hádem ke starým egejským bohům, synům Božské matky, pozdější Rheie, zatímco Zeus byl bohem, jehož kult přinesli Achájové, tvůrci mykénské civilizace. V rámci synkreze starého a nového kultu byl Zeus také označen ze Rheiina syna a tím i Poseidónova bratra.[13]
- Marija Gimbutas se domnívá, že Poseidón mohl být původně mínójské božstvo země a moře, manžel krétské bohyně země, jeho spojení s koňmi považuje za indoevropský vliv.[15]
- Radislav Hošek se domnívá, že Poseidón byl původně bohem sladkých vod, který byl spojován s koněm a býkem jako symboly plodnosti. Až s rozšířením mořeplavby a rybolovu se pak stal bohem moří.[5]
- Jennifer Larson se domnívá, že Poseidón byl původně spojen především se sladkými, podzemními, vodami, které oplodňují zemi. Připouští také, že jeho trojzubec mohl být původně hromoklínem či odznakem královské moci.[1]
- Jaan Puhvel se domnívá, že Poseidón je indoevropské božstvo, jehož kult se rozvinul během 2. tisíciletí na Peloponnésu, a které v sobě stejně jako Zeus spojuje koňské mýty a podsvětní asociace. Domnívá se, že je možné že byl původně totožný s Diem, ale poté co tomu byla za družku určena Héra namísto bohyně země se obě postavy oddělily. Spojení Poseidóna s mořem považuje za druhotné.[12]